# Mia i biały lew
Mia i biały lew (fr. Mia et le Lion blanc) – francuski film fabularny z 2018 roku w reżyserii Gillesa de Maistre, wyprodukowany przez wytwórnię Studiocanal.
Premiera filmu odbyła się 26 grudnia 2018 we Francji, do kin w Polsce trafił 1 lutego 2019.

## Fabuła
Film opisuje historię dziesięcioletniej dziewczynki Mii Owen, która mieszka w Londynie ze swoimi rodzicami – Alice i Johnem oraz bratem Mickiem. Jej życie wywraca się do góry nogami, kiedy rodzice postanawiają przeprowadzić się do Afryki, aby poprowadzić farmę. Pewnego dnia na świat przychodzi białe lwiątko o imieniu Charlie. Między dziewczynką a lwiątkiem rodzi się przyjaźń i wspólnie wychowują się w malowniczym zakątku Ziemi. Kiedy Mia kończy czternaście lat, a Charlie dorasta i staje się potężnym lwem, jej ojciec podejmuje straszną decyzję. Dziewczynka nie może na to pozwolić i próbując uratować Charliego ucieka z domu. Wspólnie z Charliem opuszcza rodzinną farmę i wyrusza w niezwykłą podróż na poszukiwanie nowego domu dla przyjaciela w rezerwacie zwierząt.

## Obsada
Źródło: Filmweb
- Daniah De Villiers - Mia Owen
- Mélanie Laurent - Alice Owen
- Langley Kirkwood - John Owen
- Ryan Mac Lennan - Mick Owen
- Lionel Newton - Kevin
- Brandon Auret - Dirk
- Martyna Wojciechowska - (narrator)